# Maria Adelaide Aglietta
Maria Adelaide Aglietta (ur. 4 czerwca 1940 w Turynie, zm. 20 maja 2000 w Rzymie) – włoska polityk i aktywistka społeczna, działaczka środowisk włoskich radykałów, posłanka krajowa i eurodeputowana.

## Życiorys
Posiadała wykształcenie średnie. W 1974 dołączyła do Partii Radykalnej, angażując się w kampanie społeczne na rzecz prawa o rozwodach i legalizacji aborcji. W 1976 została sekretarzem generalnym radykałów jako pierwsza kobieta na tej funkcji, pełniła ją do 1978. W latach 1979–1986 i 1987–1990 była członkinią Izby Deputowanych VII, VIII, IX i X kadencji.
W 1989 z ramienia Verdi Acrobaleno i w 1994 z ramienia Federacji Zielonych uzyskiwała mandat posłanki do Parlamentu Europejskiego III i IV kadencji, w którym zasiadała do 1999. Od 1990 do 1994 pełniła funkcję przewodniczącej Grupy Zielonych w PE.